# Carlos Palacios (Leichtathlet)
Carlos Andrés Palacios Murillo (* 14. November 1999) ist ein kolumbianischer Leichtathlet, der sich auf den Sprint spezialisiert hat.

## Sportliche Laufbahn
Erste Erfahrungen bei internationalen Meisterschaften sammelte Carlos Palacios im Jahr 2021, als er bei den Südamerikameisterschaften in Guayaquil in 39,65 s gemeinsam mit Jhonny Rentería, Jhon Paredes und Arnovis Dalmero die Silbermedaille in der 4-mal-100-Meter-Staffel hinter Brasilien gewann. Im Oktober belegte er bei den U23-Südamerikameisterschaften in 21,28 s den vierten Platz über 200 Meter und siegte in 39,90 s in der 4-mal-100-Meter-Staffel. Anfang Dezember gelangte er bei den erstmals ausgetragenen Panamerikanischen Juniorenspielen in Cali mit 21,16 s auf den sechsten Platz über 200 Meter und wurde mit der 4-mal-100-Meter-Staffel disqualifiziert. Im Jahr darauf schied er bei den Ibero-Amerikanischen Meisterschaften in La Nucia mit 10,40 s in der Vorrunde im 100-Meter-Lauf aus und verpasste auch über 200 Meter mit 21,57 s den Finaleinzug. Anfang Juli gewann er bei den Juegos Bolivarianos in Valledupar in 10,23 s die Bronzemedaille über 100 Meter hinter dem Panamaer Alonso Edward und Christopher Valdez aus der Dominikanischen Republik und über 200 Meter gelangte er mit 20,97 s auf Rang vier. Zudem belegte er auch im Staffelbewerb in 40,19 s den vierten Platz. Im Oktober gewann er bei den Südamerikaspielen in Asunción in 10,46 s die Bronzemedaille über 100 Meter hinter dem Argentinier Franco Florio und Felipe Bardi aus Brasilien. Über 200 Meter verpasste er mit 23,74 s den Finaleinzug und mit der Staffel gewann er in 39,74 s gemeinsam mit Jhonny Rentería, Carlos Flórez und Óscar Baltán die Bronzemedaille hinter den Teams aus Venezuela und Paraguay.
2023 schied er bei den Zentralamerika- und Karibikspielen in San Salvador mit 10,46 s im Vorlauf über 100 Meter aus und gewann in 20,37 s die Silbermedaille über 200 Meter hinter dem Dominikaner Alexander Ogando. Anschließend ging bei den Südamerikameisterschaften in São Paulo im Finale über 200 Meter nicht mehr an den Start und kam mit der 4-mal-100-Meter-Staffel nicht ins Ziel. Im November erreichte er auch bei den Panamerikanischen Spielen in Santiago de Chile das Finale über 200 Meter, ging aber auch dort nicht an den Start. Bei den World Athletics Relays 2024 in Nassau wurde er in 39,04 s Dritter im C-Lauf in der 1. Qualifikationsrunde über 4-mal 100 Meter für die Olympischen Spiele. Kurz darauf schied er bei den Ibero-Amerikanischen Meisterschaften in Cuiabá mit 21,10 s im Vorlauf über 200 Meter aus. 2025 belegte er bei den Hallensüdamerikameisterschaften in Cochabamba in 6,68 s den fünften Platz im 60-Meter-Lauf. Ende April siegte er bei den Südamerikameisterschaften in Mar del Plata in 39,58 s gemeinsam mit Jhonny Rentería, Neiker Abello und Carlos Flórez in der 4-mal-100-Meter-Staffel.
In den Jahren von 2021 bis 2023 wurde Palacios kolumbianischer Meister im 200-Meter-Lauf sowie 2022 und 2023 auch über 100 Meter.

## Persönliche Bestzeiten
- 100 Meter: 10,12 s (+0,8 m/s), 20. Oktober 2023 in Armenia
  - 60 Meter (Halle): 6,68 s, 22. Februar 2025 in Cochabamba
- 200 Meter: 20,37 s (−0,3 m/s), 5. Juli 2023 in San Salvador